# Štefan Ondrušek
Štefan Ondrušek (9. prosince 1910 – ???) byl slovenský a československý politik Komunistické strany Slovenska a poslanec Prozatímního Národního shromáždění.

## Biografie
V letech 1945–1946 byl poslancem Prozatímního Národního shromáždění za KSS. V parlamentu setrval do parlamentních voleb v roce 1946.
V letech 1945–1947 se uvádí jako účastník plenárních zasedání Ústředního výboru KSS.